# Vechi bolșevic
Un Vechi bolșevic (старый большевик) era un membru al bolșevicilor încă dinainte de Revoluția rusă.
Stalin i-a îndepărtat de la putere pe aproape toți Vechii bolșevici în timpul Marii Epurări. Mulți dintre ei au fost executați pentru trădare, vină stabilită în timpul unor procese spectacol, unii au fost trimiși în lagăre de muncă iar câțiva, (de exemplu:  Alexandra Kollontai), au fost trimiși  peste hotare ca ambasadori, îndepărtându-i practic de la participarea la actul guvernării.
Mulți comuniști care s-au opus lui Stalin, cei mai cunoscuți fiind troțkiștii, citau acest fapt ca o dovadă a faptului că Stalin a trădat scopurile revoluției pentru propriile lui interese.
Când se vorbește despre  vechii bolșevici, ca și despre vechea gardă bolșevică (старая большевистская гвардия), se înțelege și descrierea făcută lor înșiși de conducătorii bolșevici care s-au opus lui Lev Troțki imediat după Revoluția rusă, făcând aluzie la faptul că, într-o anumită perioadă,  Troțki a militat alături de menșevici împotriva lui Lenin. 
Numele de "Vechi bolșevic"  (старый большевик) a fost dat în Uniunea Sovietică  unor vapoare cu aburi sau unor motonave, unei edituri și câtorva așezări.